# St. Cyriakus (Wässerndorf)

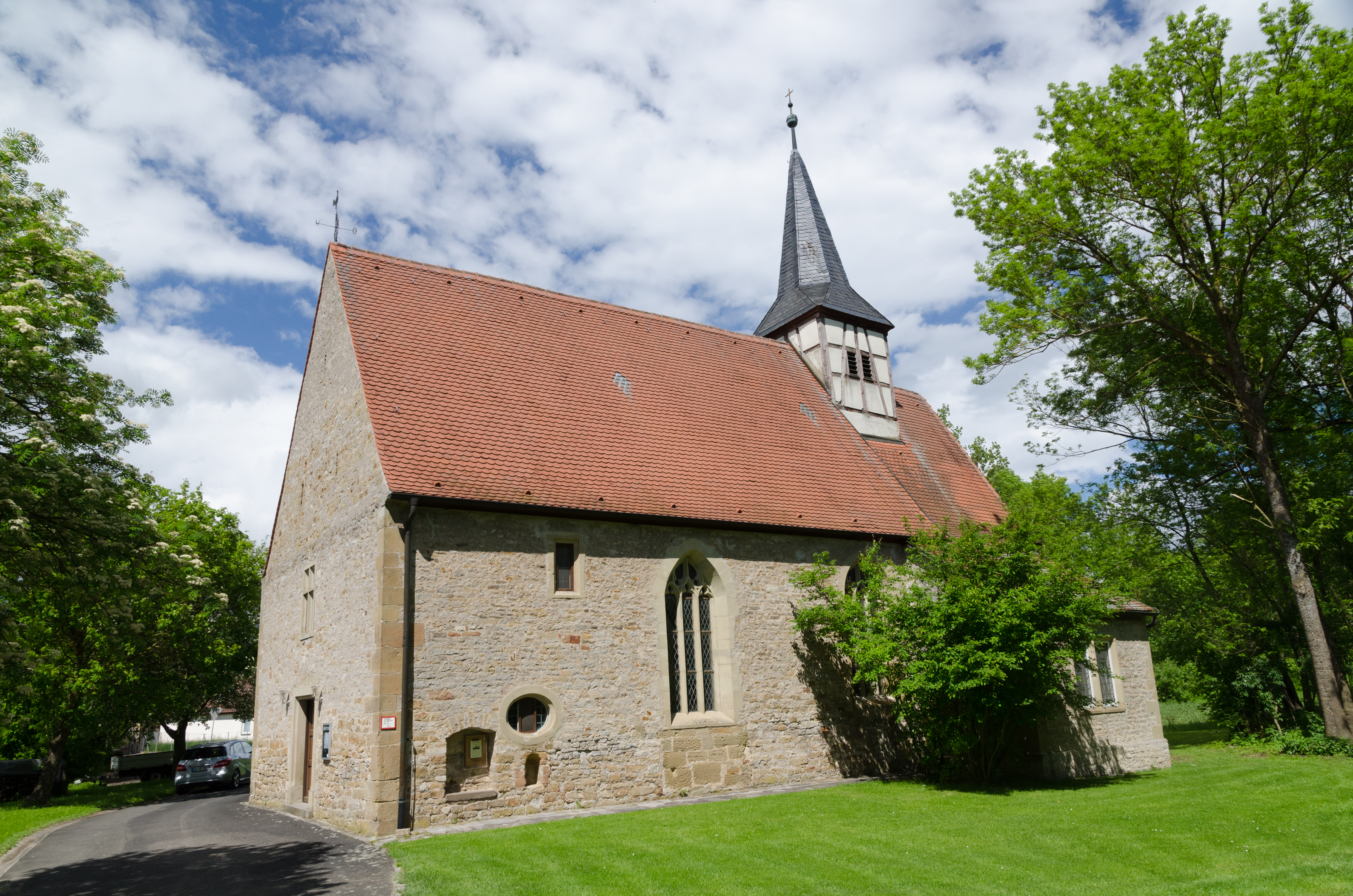
St. Cyriakus (Wässerndorf)

Die römisch-katholische, denkmalgeschützte Pfarrkirche St. Cyriakus steht in Wässerndorf, einem Gemeindeteil des Marktes Seinsheim im Landkreis Kitzingen (Unterfranken, Bayern). Die Kirche ist unter der Denkmalnummer D-6-75-167-45 als Baudenkmal in der Bayerischen Denkmalliste eingetragen. Die Kirche gehört zum Seelsorgebereich Dreifrankenland im Steigerwald im Dekanat Ansbach des Erzbistums Bamberg.

## Beschreibung
Die spätgotische Saalkirche wurde 1496 erbaut. Sie besteht aus einem Langhaus, das mit einem Satteldach bedeckt ist, und einem eingezogenen, dreiseitig geschlossenen Chor, der ebenfalls mit einem Satteldach bedeckt ist, aus dem sich ein quadratischer Dachreiter aus Holzfachwerk erhebt, der mit einem schiefergedeckten, achtseitigen Knickhelm bedeckt ist. Der Innenraum des Chors, der mit einer Holzbalkendecke überspannt ist, wird von der hölzernen, auf Konsolen ruhenden Empore beherrscht. Zur Kirchenausstattung gehört ein um 1480 entstandenes hölzernes Marienbildnis. Die Orgel mit 9 Registern, einem Manual und einem Pedal wurde 1854 von Johann Michael Bittner gebaut.